# Харијет Бичер Стоу
Харијет Елизабет Бичер Стоу (енгл. Harriet Beecher Stowe; Личфилд, 14. јун 1811 — Хартфорд, 1. јул 1896) била је аболициониста и аутор више од 10 књига, од којих је најчувенија Чича Томина колиба, која описује живот у ропству и која је први пут објављена у наставцима 1851. и 1852 у аболиционистичком гласилу National Era.

## Живот и дело
Харијет Елизабет Бичер је рођена 14. јуна 1811. у Личфилду, у Конектикату, као седма од деветоро деце и најмлађа ћерка Лајмана Бичера, конгрегационалистичког свештеника, и Роксане Фут Бичер. Након што је њена мајка умрла од туберкулозе 1816. године, њен отац се оженио са Харијет Портер, са којом је имао још четворо деце. С обзиром да је потицала из веома утицајне породице, Бичер је имала прилику да се образује у веома угледној школи – Женској академији у Личфилду (Litchfield Female Academy), где је уписана 1819. године. Још од малих ногу показивала је велики потенцијал, такав да је њен отац, свестан потешкоћа са којима ће се сусрести због тога што је жена, наводно једном рекао да му је жао што се није родила као мушкарац.
Године 1824. преселила се у Хартфорд како би похађала једну од првих образованих институција за жене (Hartford Female Seminary) коју је основала и водила њена сестра Кетрин Е. Бичер. Не само да је ту добила академско образовање које је у то доба било углавном доступно само мушкарцима, већ је и убрзо и сама почела да подучава (од 1827. године). Почела је да пише средином двадесетих година 19. века, а њена прва дела су један теолошки есеј и недовршена трагедија у бланкверсу „Клеон” (1825). Њена прва објављена дела су приче за часопис Western Monthly Magazine (1833).
Године 1832. са породицом се преселила у Синсинати (Кентаки). Године које је провела у Синсинатију, према неким изворима, представљају кључни период у животу Харијет Бичер Стоу, јер се тада изградила и као предавач, и као писац. До 1837. године била је асистент на Западњачком институту за жене, који је такође основала њена сестра Кетрин, а 1836. удала се за Келвина Елиса Стоуа, професора библијске књижевности у школи њеног оца, са којим је имала седморо деце. У Синсинатију се такође по први пут сусрела са проблемом робовласништва, а како су и њена и мужевљева породица били противници ропства, убрзо су се придружили аболиционистичком покрету.
Слике ропства са којима се сусретала током живота у држави Кентаки поново ће оживети у чувеном роману Чича Томина колиба. Овај роман написала је у Брансвику, Мејн, где се преселила 1850. године. Роман је најпре објављиван у наставцима у часопису National Era, а у целини је први пут објављен 1852. године. Преведен је на најмање двадесет и три језика и доживео је велики успех, али је и жестоко нападан на „робовласничком Југу“ САД. Године 1856. објавила је још један антиробовласнички роман (Dred: A Tale of the Great Dismal Swamp), али он није доживео успех.
Од 1852. до 1864. живела је у Андоверу, у Масачусетсу, да би се, након што се њен муж пензионисао, поново преселила у Хартфорд. Док је живела у Андоверу, објавила је још неколико романа, који представљају хронике живота у Новој Енглеској. Такође је објављивала чланке у часопису Atlantic Monthly, што јој је доносило профит све до 1869. када је часопис изгубио више од 15.000 претплатника због њеног чланка Права прича о животу Лејди Бајрон (The Truе Story of Lady Byron’s Wife), где је представила њене брачне проблеме и развод од чувеног песника. Ипак, ово је није спречило да чланак прошири и објави као књигу под насловом Одбрана Лејди Бајрон (Lady Byron Vindicated). Поред поменутих дела, Харијет Бичер Стоу је писала и објављивала и књиге за децу. Умрла је у Хартфорду 1. јула 1896, у 85. години, од можданог удара.

## Изабрани радови

### Књиге

#### Романи
- „Uncle Tom's Cabin; or, Life Among the Lowly”. The National Era. 5. 6. 1851.
- Uncle Tom's Cabin, or, Life among the Lowly. Boston & Cleveland: J.P. Jewett; Jewett, Proctor & Worthington. 1852.
- Uncle Tom's Cabin: The Great American Novel, to be completed in six weekly numbers, price one penny each Saturday. London: Vickers. 7. 8. 1852.
- Uncle Tom's Cabin; or, The History of a Christian Slave. London: Partridge and Oakey. 1852.
- Dred, A Tale of the Great Dismal Swamp. Boston: Phillips, Sampson. 1856.
- Our Charley and What to do with Him. Boston: Phillips, Sampson. 1858.
- The Minister's Wooing. New York: Derby and Jackson. 1859.
- The Pearl of Orr's Island: A Story of the Coast of Maine. Boston: Ticknor and Fields. 1862.
- Agnes of Sorrento. Boston: Ticknor and Fields. 1862.
- Oldtown Folks. Montreal; London: Dawson; Sampson Low, Son & Marston. 1869.
- Little Pussy Willow. Boston: Fields, Osgood. 1870.
- Pink and White Tyranny; A Society Novel. Boston: Roberts Brothers. 1871.
- My Wife and I: or, Harry Henderson's History. Boston; New York: Houghton, Mifflin and Co.; J.B. Ford and Company. 1871.
- Six of One by Half a Dozen of the Other. Boston: Roberts Brothers. 1872.
- We and our Neighbors; or, The Records of an Unfashionable Street: A Novel. New York: J.B. Ford & Company. 10. 1. 1875.

#### Драма
- The Christian Slave. A Drama founded on a Portion of Uncle Tom's Cabin. Boston: Phillips, Sampson & Company. 1855.

#### Поезија
- Religious Poems. Boston: Ticknor and Fields. 1867.

#### Дела која нису фикција
- A New England Sketchbook. Lowell [Mass.]: A. Gilman. 1834.
- Earthly Care, A Heavenly Discipline. Boston: The American Tract Society.
- „A New Year's Dream”. The Christian Keepsake, and Missionary Annual, for MDCCCXLIX. n.l.: Brower, Hayes & Co.
- History of the Edmonson Family. Andover, Mass.: The Author. 1852?.
- A Key to Uncle Tom's Cabin, presenting the original facts and documents upon which the story is founded together with corroborative statements verifying the truth of the work. Boston, Cleveland, London: John P. Jewett & Co.; Jewett, Proctor & Worthington; Low and Company. 1853.
- Sunny Memories of Foreign Lands. Boston; New York: Phillips, Sampson, and Company; J.C. Derby. 1854.
- First Geography for Children. Boston: Philips, Sampson and Co. 1855.
- Stories about our Dogs. Edinburgh: William P. Nimmo.
- House and Home Papers. Boston: Ticknor and Fields. 1865.
- Little Foxes. Boston: Ticknor and Fields. 1866.
- Men of our Times; or, Leading Patriots of the Day. Being narratives of the lives and deeds of statesmen, generals, and orators. Including biographical sketches and anecdotes of Lincoln, Grant, Garrison, Sumner, Chase, Wilson, Greeley, Farragut, Andrew, Colfax, Stanton, Douglass, Buckingham, Sherman, Sheridan, Howard, Phillips and Beecher. Hartford, Conn.; New York: Hartford Publishing Co.; J.D. Denison. 1868.
- The Chimney Corner. Boston: Ticknor and Fields. 1868.
- The American Woman's Home; or, Principles of Domestic Science being a guide to the formation and maintenance of economical, healthful, beautiful, and Christian homes. New York; Boston: J.B. Ford and Company; H.A. Brown & Co. 1869.
- Principles of Domestic Science as Applied to the Duties and Pleasures of Home: A Text-book for the use of Young Ladies in Schools, Seminaries, and Colleges. New York: J.B. Ford and Company. 1870.
- The Lives and Deeds of our Self-made Men. Hartford, Conn.: Worthington, Dustin. 1872.
- Lady Byron Vindicated: A History of the Byron Controversy, from its beginning in 1816 to the present time. Boston: Fields, Osgood, & Co. 1870.
- Palmetto-Leaves. Boston: J.R. Osgood and Company. 1873.
- Woman in Sacred History: A Series of Sketches Drawn from Scriptural, Historical, and Legendary Sources. New York: J.B. Ford and Company. 1873.)
- Footsteps of the Master. New York: J.B. Ford & Company. 1877.
- Bible Heroines, Being Narrative Biographies of Prominent Hebrew Women in the Patriarchal, National, and Christian Eras, Giving Views of Women in Sacred History, as Revealed in the Light of the Present Day. New York: Fords, Howard, & Hulbert. 1878.
- Poganuc People: Their Loves and Lives. New York: Fords, Howard, & Hulbert. 1878. [1878].
- He's Coming Tomorrow. Boston: James H. Earle.
- A Dog's Mission; or, The Story of the Old Avery House and Other Stories. New York: Fords, Howard, and Hulbert. 1880.

#### Колекција

##### Током Харијетиног живота
- The Mayflower; or, Sketches of Scenes and Characters among the Descendants of the Pilgrims. New York: Harper & Brothers. 1843.
- Uncle Sam's Emancipation; Earthly Care, A Heavenly Discipline; and Other Sketches. Philadelphia: W.P. Hazard. 1853.
- Evergreen: Being the Smaller Works of Mrs. H. Beecher Stowe. Belfast: Alex. S. Mayne. 1853.
- Queer Little People. Boston: Ticknor and Fields. 1868.
- Oldtown Fireside Stories. Boston: J.R. Osgood. 1872.
- Betty's Bright Idea [and Other Stories]. New York: J.B. Ford & Company. 1876.
- Sam Lawson's Oldtown Fireside Stories. Boston; New York: Houghton, Mifflin and Company. 1887.
- Life of Harriet Beecher Stowe Compiled from her Letters and Journals by her son, Charles Edward Stowe. Boston; New York: Houghton Mifflin and Company. 1889.

##### Значајне постхумне колекције
- The Writings of Harriet Beecher Stowe. Boston: Houghton, Mifflin & Co. 1896—1897. 17 Volumes. (A digital copy, hosted by HathiTrust, is linked to each volume number: Vol. I and Vol. II: Uncle Ton's Cabin and A Key to Uncle Tom's Cabin in two volumes; Vol. III & Vol IV: Dread, A Tale of the Great Dismal Swamp and Antislavery Tales and Papers, and Life in Florida After the War; in two volumes Vol. V: The Minister's Wooing; Vol. VI: The Pearl of Orr's Island; Vol. VII: Agnes of Sorento; Vol. VIII: Household Papers and Stories; Vol. IX and Vol. X: Oldtown Folks and Sam Lawson's Oldtown Fireside Stories in two volumes; Vol. XI" Poganuc Peoples and Pink and White Tyranny; Vol. XII: My Wife and I; Vol. XIII: We and Our Neighbors; [Vol. XIV]: Stories, Sketches and Studies: "Uncle Lot," "Love versus Law," "The Tea Rose," "Aunt Mary," "Frankness," "Cousin William," "Mrs. A and Mrs. B; or, What She Thinks about It," "Which is the Liberal Man?" "The Canal Boat," "Feeling," "The Seamstress," "Old Father Morris," "The Coral Ring," "Art and Nature," "The New Year's Gift," "Our Wood Lot in Winter," "The Mourning Veil," "New England Ministers," "Betty's Bright Idea," Deacon Pritkin's Farm, The First Christmas of New England and Little Foxes; Vol. XV: Religious Studies, Sketches and Poems; Vol. XVI: Stories and Sketches for the Young: Queer Little People, Little Pussy Willow, The Minister's Watermelons, A Dog's Mission, Lulu's Pupil and The Daisy's First Winter; [Vol. XVII]: Life and Letters of Harriet Beecher Stowe edited by Annie Field.)
- Kathryn Sklar, ур. (1982). Harriet Beecher Stowe: Three Novels. New York: Library of America. ISBN 978-0-940450-01-1. (Contains Uncle Tom's Cabin, The Minister's Wooing and Oldtown Folks.)

### Приче и чланци
- „Cousin William”. The Boston Weekly Magazine. 1 (3): 19. 22. 9. 1838.
- „Old Father Morris”. Lady's Book: 145. октобар 1838.
- „Flower Gathering”. Southern Rose. 7 (4): 60. 13. 10. 1838.
- „Trials of a Housekeeper”. Godey's Lady's Book. XVIII: 4. јануар 1839.
- „Stealing Peaches”. Episcopal Recorder. 16 (43): 172. 19. 1. 1839.
- „Olympiana”. Lady's Book: 241. јун 1839.
- „The Drunkard Reclaimed (I)”. New York Evangelist. 10 (48): 1. 30. 11. 1839. and „The Drunkard Reclaimed (II)”. New York Evangelist. 10 (40): 1. 7. 12. 1839.
- „Art and Nature”. Lady's Book: 241. децембар 1839.
- "Mark Meriden" in E. Leslie, ур. (1841). Mr. and Mrs. Woodbridge with Other Tales. Providence, R.I.: Isaac H. Cady. стр. 129. (Digital copy hosted by HathiTrust.)
- „The Tea Rose”. Godey's Lady's Book. 24 (3): 145. март 1842.
- „The Dancing School (I)”. New York Evangelist. 14 (14): 1. 6. 4. 1843. and „The Dancing School (II)”. New York Evangelist. 14 (14): 1. 13. 4. 1843.
- „The Family Circle”. Christian Reflector. 6 (19). 10. 5. 1843.
- „Feeling”. New York Evangelist. 14 (16): 1. 20. 4. 1843.
- „Now we see through a glass darkly”. New York Evangelist. 14 (23): 1. 8. 6. 1843.
- „The Bashful Cousin”. Philanthropist. 7 (44): 4. 12. 7. 1843.
- „So Many Calls”. Ladies Repository, and Gatherings of the West. 3: 278. септембар 1843.
- „The Nursery (I)”. The Youth's Companion. 17 (25): 98. 26. 10. 1843. and „The Nursery (II)”. The Youth's Companion. 17 (26): 102. 2. 11. 1843.
- „Which is the Liberal Man?”. New York Evangelist. 15 (5): 1. 1. 2. 1844.
- „Moralist and Miscellanist”. Christian Reflector. 7 (6): 24. 8. 2. 1844.
- „Mark Meriden”. The Rover: A Weekly Magazine of Tales, Poetry, and Engravings. 3 (24): 376. 7. 8. 1844.
- „Tales and Sketches of Real Life”. Littell's Living Age. 2 (18): 339. 14. 9. 1844.
- „Mary at the Cross”. New York Evangelist. 15 (48): 192. 28. 11. 1844.
- „Love and Fear”. New York Evangelist. 15 (49): 196. 5. 12. 1844.
- „Immediate Emancipation – A Sketch”. The Cincinnati Weekly Herald and Philanthropist. 9 (21): 2. 5. 2. 1845.
- „Ladies' Department”. Massachusetts Ploughman and New England Journal of Agriculture. 4 (24): 4. 15. 3. 1845.
- „Narrative”. The Youth's Companion. 18 (48): 190. 3. 4. 1845.
- „Slavery”. Zion's Herald and Wesleyan Journal. 16 (15): 60. 9. 4. 1845.
- „The Interior or Hidden Life”. New York Evangelist. 16 (16): 1. 17. 4. 1845..
- „Uncle Abel and Little Edatrd”. Zion's Herald and Wesleyan Journal. 16 (21): 1. 21. 5. 1845..
- „A Tradition of the Church of Laodicea”. Episcopal Recorder. 23 (28): 109. 27. 9. 1845.
- „Children”. New York Evangelist. 17 (3): 1. 15. 1. 1846.
- „What will the American People do? (I)”. New York Evangelist. 17 (5): 1. 29. 1. 1846. and „What will the American People do? (II)”. New York Evangelist. 17 (6): 1. 5. 2. 1846.
- „Parents and Children”. The New York Observer and Chronicle. 24 (32): 128. 8. 8. 1946.
- „The Way to Live on Christ”. Christian Watchman. 28 (2): 1. 8. 1. 1847.
- „Feelings”. Godey's Magazine and Lady's Book. 36: 102. фебруар 1848.
- „The Coral Ring”. Godey's Magazine and Lady's Book. 36: 340. јун 1848.
- „Moral Tales (I)”. The Youth's Companion. 22 (20): 77. 14. 9. 1848. and „Moral Tales (II)”. The Youth's Companion. 22 (21): 81. 21. 9. 1848.
- „Atonement – A Historical Reverie”. New York Evangelist. 19 (52): 1. 28. 12. 1948.
- „A Little Child Shall Lead Them”. Christian Parlor Magazine: 248. 1. 5. 1850.
- „The Freeman's Dream: A Parable”. National Era. IV (31): 121. 1. 8. 1850.
- „Earthly Care a Heavenly Discipline”. New York Evangelist. 21 (1): 1. 1. 8. 1850.
- „Heinrich Stilling”. New York Evangelist. 22 (6): 1. 6. 2. 1851.
- „The Two Altars; or, Two Pictures in One (I)”. New York Evangelist. 22 (24): 1. 12. 6. 1851. and „The Two Altars; or, Two Pictures in One (II)”. New York Evangelist. 22 (25): 1. 19. 6. 1851. (Reprinted in a collection of leading abolitionists with facsimile signatures of the authors. Autographs for Freedom. London: Sampson Low, Son & Co.; and John Cassell. 1853. стр. 88. Digitised by Archive.org.)
- „The True Story of Lady Byron's Life”. The Atlantic Monthly. 24: 295. септембар 1869.